# Barbeville
Barbeville é uma comuna francesa na região administrativa da Normandia, no departamento Calvados. Estende-se por uma área de 3,43 km², com 151 habitantes, segundo os censos de 1999, com uma densidade 44 hab/km².